# Ji-Paraná (tiểu vùng)
Ji-Paraná là một tiểu vùng thuộc bang Rondônia, Brasil. Tiều vùng này có diện tích 25090 km², dân số năm 2007 là 303277 người.